# Kikuji Kawada
Pour les articles homonymes, voir Kawada.
Kikuji Kawada (川田 喜久治, Kawada Kikuji, né le 1er janvier 1933 à Tsuchiura) est un photographe japonais, cofondateur de la coopérative Vivo en 1957. Il est lauréat du prix Higashikawa en 1996 et du prix de la Société de photographie du Japon la même année.

## Biographie
De 1957 à 1961, Kikuji Kawada fait partie, avec Shōmei Tōmatsu, Eikō Hosoe, Ikkō Narahara, Akira Satō et Akira Tanno, du collectif de photographes Vivo, qui inspira, dans le Japon d'après-guerre, le mouvement photographique connu sous le nom d' « École de l'image » et influença profondément le style photographique japonais des années 1960 et 1970.

## Livres
- Chizu. The Map. Bijutsu Shuppan-sha, Tokyo 1965 (Nachdruck: Getsuyosha, Tokyo 2005).
- Seinaru sekai. Sacré Atavism. Shashin Hyoron-sha, Tokyo 1971.
- Rasuto kosumoroji. The Last Cosmology. 491, Tokyo 1995.
- Sekai gekijō. The Globe Theater. Selbstverlag, Tokyo 1998.